# Smoke Gets in Your Eyes
"Smoke Gets in Your Eyes" là bản nhạc viết bởi nhà soạn nhạc Hoa Kỳ Jerome Kern và người viết lời Otto Harbach cho musical Roberta 1933. Bản nhạc được hát trong buổi trình diễn Broadway bởi Tamara Drasin. Nó được thu dĩa lần đầu tiên bởi Gertrude Niesen, trong một ban nhạc được điều khiển bởi Ray Sinatra, một người bà con của Frank Sinatra, vào tháng 10 năm 1933. Dĩa thu của Niesen được phát hành bởi hãng Victor. Bản này sau đó được trình diễn bởi Irene Dunne, trong phim Roberta 1935, dựa theo nội dung musical, cùng đóng là Fred Astaire, Ginger Rogers và Randolph Scott. Bản này cũng xuất hiện trong một phim làm lại từ phim Roberta, có tựa là Lovely to Look At 1952, mà được trình diễn bởi Kathryn Grayson.